# Dino Boy en el valle perdido
Dino Boy en el valle perdido (en inglés, Dino Boy in the Lost Valley) es una serie de televisión animada de acción, creada en el año 1966 por el dibujante estadounidense Alex Toth. La serie fue producida por los estudios Hanna-Barbera Productions, y se estrenó por primera vez el sábado 10 de septiembre de 1966, transmitiéndose en los Estados Unidos hasta el sábado 7 de enero de 1967, junto al Fantasma del Espacio, en programas de media hora de duración, que presentaban un capítulo de Dino Boy y dos del Fantasma del Espacio. En España, la serie fue brevemente emitida entre los años 1973 y 1974, junto con otra caricatura de Hanna-Barbera: Shazzan. Posteriormente, a partir del año 1997, la serie fue nuevamente puesta al aire en los Estados Unidos por la cadena Cartoon Network, gracias al bloque Toonami, pero no pudo ser vista de forma mundial hasta la creación del canal Boomerang de Cartoon Network en el año 2001. Esta cadena transmitió el programa "Fantasma del Espacio y Dino Boy", durante su bloque Boomeraction, en distintos horarios. Finalmente, debido al cambio de imagen y renovación de este canal, Dino Boy pasó a ser visto durante la madrugada, hasta que fue quitado del bloque de clásicos al término del año 2006.

## Argumento
Esta caricatura nos cuenta las aventuras de un muchacho llamado Todd, que se vio obligado a saltar en paracaídas del avión en que viajaba junto con sus padres, debido a que este sufrió un accidente y estaba en llamas, y solo quedaba un paracaídas. El joven cayó en un misterioso valle prehistórico y desconocido, donde los dinosaurios, cavernícolas y tigres Dientes de Sable parecen haber sobrevivido o permanecido ocultos del mundo y del tiempo. Al ser atacado por un tigre, es salvado por un gigantesco cavernario llamado Ugh, que es acompañado por una cría de brontosaurio a la que Todd da el nombre de Bronto. Desde aquel momento, Dino Boy, Ugh y Bronto, deberán enfrentar juntos los peligros de aquel valle, como tener que luchar con distintas tribus ostiles, como por ejemplo los pigmeos de las rocas, o los guerreros lanzeros, aparte de sobrevivir a los peligros de la naturaleza, como por ejemplo tener que lidiar con una legión de hormigas gigantes. Juntos, viven y viajan por aquella selva misteriosa donde el tiempo se detuvo.

## Personajes
- Todd: Todd es un muchacho que se encuentra perdido en un valle fantástico e indómito donde habitan bestias primitivas y cavernícolas como sucedió hace millones de años. Tiene pocas probabilidades de regresar a su casa, ya que probablemente sus padres hayan fallecido después de un accidente aéreo. Por lo tanto, deberá quedarse y sobrevivir día a día en aquella selva misteriosa y llena de peligros junto a sus amigos. La serie debe su nombre a la forma en que todos llaman al protagonista: Dino Boy. El traje del muchacho se compone de una camisa blanca con un chaleco marrón, pantalón azul y botas hechas de algún tipo de piel de animal.
- Ugh: Ugh es un cavernícola de gran fuerza que siempre está pendiente de los peligros del valle. Vela por Todd, a quien conoció después de salvarlo, y a quien puso el nombre de "Dino Boy". Entiende y habla el lenguaje humano, ya que Dino Boy se lo enseñó para que así pudieran comunicarse. La mayoría de las veces, el arma que usa para defenderse es un garrote, pero también ha aprendido a usar la onda, el arco y la flecha.
- BRONTO (Bronty en la versión original): Bronto es una cría de Brontosaurio, que lleva un collar y se comporta como una mascota. Es el medio que Dino Boy y Ugh usan normalmente para transportarse. Además, es lo suficientemente inteligente como para entender las órdenes que se le dan, consiguiendo así ayuda cuando es necesario.
- Los jinetes voladores: Son una tribu del valle que ha logrado domesticar a gigantescos pájaros que usan para elevarse y viajar grandes distancias. Dino Boy les prestaron ayuda en una ocasión, cuando uno de los jinetes fue herido por los pigmeos de las rocas.
- Las hormigas guerreras: Son diminutas hormigas inteligentes, que tienen un pueblo y forman una comunidad.  Su principal enemigo es un perezoso gigante. Las hormigas ayudaron a Dino Boy y Ugh en un episodio.

## Doblaje
- Johnny Carson: Dino Boy
- Mike Road: Ugh
- Don Messick - Bronto.

Al igual que su otro segmento: El Fantasma del Espacio, esta serie fue también doblada al español en los estudios de Puerto Rico.

## Capítulos
Desde el inicio de la serie en 1966, tan solo se realizó y emitió una temporada de 18 episodios, (cada uno de 6:20 minutos de duración aproximadamente) hasta 1967, año en el que finaliza la serie con el episodio "La Gente gusano":. A continuación se listan dichos episodios, con sus nombres en español e inglés y un resumen de cada uno de ellos:
1. La medicina (Marooned): El primitivo compañero de Dino Boy, Ugh, ha sido picado por avispas gigantes venenosas, y solo Dino Boy puede salvarlo. Para ello, deberá viajar muy lejos hasta la temida Isla Bruma, hogar de los salvajes hombres musgo, para recuperar algunas hierbas especiales que curen la enfermedad y detengan el veneno que acabaría con la vida de Ugh.
2. Los Hombres Musgo (The moss men): Dino Boy pasa sobre un pigmeo que está atado a unas estacas por una tribu de hombres Musgo, una tribu que lleva grandes máscaras de musgo. Dino Boy se las arregla para vestirse como un Dios del musgo, y espantar a los hombres musgo lejos de su cautivo, solo para ser muy criticado por los desagradecidos pigmeos. Esto hace que Dino Boy lo piense dos veces la próxima vez antes de meter las narices en donde no lo llaman.
3. Los Hombres de los árboles (The treeman): Dino Boy es capturado y encarcelado por la temible tribu de los hombres de los árboles, quienes planean sacrificar al joven como ofrecimiento a sus dioses buitre prehistóricos. Mientras los buitres se preparan para matarlo, Ugh pone su plan de rescate en acción, causando una estampida de un gran grupo de mamuts lanudos que pasaron a través del hábitat de los hombres árbol. Durante el rescate, Dino Boy cae en el río que estaba de bajo, pero es rescatado por Ugh.
4. El Dios del Fuego (The Fire God): Un pueblo de cavernícolas es saqueado por los hombres Dientes de Sable, y su "Dios de fuego"... que luego captura a Dino Boy. Dino Boy descubre que el "Dios de Fuego" es solo una galera de ruedas que transporta a los cavernícolas esclavisados a las minas de los hombres Dientes de Sable, donde trabajan hasta el fin de sus días. El Jefe de los Dientes de Sable decide sacrificar a Dino Boy y a un niño pequeño que él rescató, ofreciéndoselos a su "verdadero" dios..., un dientes de sable enjaulado. Ugh se logra meter en el interior del Dios del fuego, y lo envía a una destrucción segura con fuego, mientras él y Dino Boy logran escapar.
5. El poderoso monstruo de las Nieves (The Mighty Snow Creature): Una criatura gigante de nieve de piel emerge de una montaña cercana y ataca a un pueblo. La criatura secuestra a una niña antes de que Dino Boy y Ugh lleguen al lugar. Mientras los vecinos se resignan a aceptar el destino de la niña, Dino Boy, Ugh y Bronto persiguen y encuentran a la criatura, y Ugh la mantiene ocupada mientras Dino Boy y Bronto tratan de entrar a la cueva del gigante y rescatar a la niña. Escapan con la criatura persiguiéndolos, pero Antes de que la criatura pueda apoderarse de nuestros héroes, aparecen los aldeanos.  Después de haber tomado finalmente una decisión, deciden alejar a la criatura para siempre.
6. Los hombres lobos (The Wolf People): Ugh es capturado por los encapuchados Hombres Lobo, que planean torturar al cavernícola antes de matarlo. Ugh pelea una dura batalla y los sonidos de su lucha conducen a Dino Boy y Bronto a la guarida de los Hombres Lobo. Dino Boy desata y libera a Ugh, pero luego se ve atrapado boca abajo sobre una rama de árbol, mientras Ugh y Bronto pelean contra el resto de Hombres Lobo.
7. EL Valle del gigante (Valley of the Giants): Un terremoto aterroriza a Bronto, enviándolo lejos de la cueva. Dino Boy y Ugh siguen a su asustada mascota hacia un valle misterioso donde Bronto es capturado por un gigantesco cavernícola de 50 pies de altura, que lo ata con una correa. El dúo llega para liberar a su amigo brontosaurio y lo hacen, pero el hombre de las cavernas despierta y lanza enormes rocas al trío que intenta escapar. A medida que se abren paso a través de una pequeña abertura, otro terremoto ocurre fortuitamente, sellando la entrada y al gigante en su valle para siempre.
8. Las hormigas guerreras (The Ant Warriors): Ugh comienza su día como cualquier típico cavernícola: luchando contra un estegosaurio. Pero mientras escapa por medio de una liana de mano, termina estrellándose en el hábitat de los diminutos guerreros hormiga, quienes acaban haciendo una especie de número liliputiense en Ugh, ya que lo atan a la tierra (tal como sucedió en la novela "Los viajes de Gulliver". Dirigido al lugar por Bronto, Dino Boy llega justo a tiempo para liberar a Ugh. A continuación, unen fuerzas con las hormigas Guerreras para derrotar a su enemigo común...: ¡un oso perezoso gigante que destruye todo a su paso!.
9. los Pigmeos de las rocas (The Rock Pygmies): Mientras escapa de un tigre dientes de sable, Dino Boy accidentalmente cae de Bronto y por lo tanto se separa de su mascota. Poco después, Bronto es capturado por una tribu de pigmeos de las rocas, merodeadores que tratan de hacer su esclavo al bebé brontosaurio. Dino Boy sigue una pista que lo lleva a la guarida de los pigmeos, y después de reunirse con su mascota, los dos corren para escapar... pero quedan bloqueados por un alud. Justo cuando el dúo es arrinconado sin ninguna esperanza de sobrevivir, ¡Ugh hace una aparición oportuna, junto con el mamut Fanto, quien procede a hacer huir a los desventurados pigmeos.
10. Las Hormigas Gigantes (Giant Ants): Mientras tomaban un atajo para volver a su cueva, Dino Boy y Ugh son separados por la furia de una erupción volcánica. Dino Boy cae de Bronto, y termina atrapado en un valle lleno de insectos gigantes, así que intenta defenderse de los ataques de arañas del tamaño de mamuts, y enormes libélulas. Sin embargo, sus problemas solo están empezando, ya que pronto se ve cara a cara con una tribu de hormigas gigantes de fuego. Ugh llega justo a tiempo, causando un río embravecido para inundar las hormigas, salvando así a su joven amigo.
11. los Jinetes Voladores (The Bird Riders): Uno de los magníficos Jinetes Voladores, es atacado con piedras y luego derribado del pájaro en el que volaba, por los pigmeos de las rocas (a los que Dino Boy enfrentó en el capítulo ). Ugh y Dino Boy logran rescatar al jinete y llevárselo a su cueva, antes de que los pigmeos puedan llegar hasta él, pero pronto son atacados por los pigmeos que los perseguían. Ugh y Dino Boy detienen a los pigmeos, hasta que llega la ayuda: un grupo de Jinetes Voladores aparece a tiempo para detener el mortal ataque con flechas de fuego de los pigmeos.
12. El Río del peligro (Danger River): Los Hombres Pájaro, una tribu de cazadores de gente, persiguen a un joven cavernícola llamado Goom-wah por la selva. Después de que Dino Boy y Ugh lo rescataran, el dúo decide escoltar al pigmeo de vuelta a su propia tribu, a través de una ruta, cruzando el traicionero río. Después de una serie de encuentros mortales con rugientes rápidos, gigantescos bichos de agua con muchos brazos, abejas gigantes y una tribu de gente Serpiente, Dino Boy y Ugh a penas llegan a la aldea de Goom-wah, y se van de vuelta a casa y a sus vidas. Ugh carga al agotado Dino Boy hasta su casa, pero son recibidos por Goom-wah, que se había divertido a lo grande y ahora quiere saber cuándo pueden volver a hacerlo.
13. Los Hombres Vampiro (The Vampire Men): Dino Boy le muestra a Ugh cómo funciona una cometa, subiéndose en una cuerda que volará cuando Bronto corra para impulsarlo. Sin embargo, la cuerda atada a Bronto se rompe, enviando la cometa y a Dino Boy volando a gran velocidad hasta caer aparatosamente en la ladera. Estando inconsciente, Dino Boy es capturado por los hombres vampiro, una raza de bichos raros alados que lo llevan a su caverna, donde se encuentra con su "dios murciélago". Con ayuda de Fanto el mamut, Ugh y Bronto llegan a la cueva, golpean a los hombres vampiro, rescatan a Dino Boy y escapan saltando al río, qcuya cascada los deja en casa.
14. La terrible cacería (The Terrible Chase): Dino Boy y Ugh encuentran un nativo que está siendo perseguido por la gente Sol durante su caza real. Los enormes lagartos de caza de la gente sol captan su olor, y Dino Boy y Ugh acaban convirtiéndose en cantera de los cazadores. Entonces, será necesaria la combinación del rápido ingenio de Dino Boy y la fuerza prodigiosa de Ugh para hacer que los cazadores se conviertan en la presa. Al final, los dos envían un tiranosaurio en busca de los perseguidores.
15. El sacrificio (The Sacrifice): Ugh es capturado por un grupo de adoradores del sol, y condenado a morir como un sacrificio a su "Rey sol". Dino Boy y Bronto rastrean la pista de su amigo hasta entrar en la misteriosa ciudad amurallada, donde Dino Boy solo tiene una cantidad limitada de tiempo para rescatar a Ugh antes de que el ídolo pájaro de oro sea enviado y se derrumbe sobre él. Él libera a Ugh, pero es descubierto por el sacerdote del sol quien, durante el combate cuerpo a cuerpo, se encuentra con su propia muerte a manos de "las manos del rey del sol", mientras que los héroes logran escapar.
16. La puntería de Ugh (The Marksman): Dino Boy es capturado por un pterodáctilo y tomado prisionero en su nido, lo que obliga a Ugh a enfrentarse con el arco y la flecha de Dino Boy, que él utiliza para rescatarlo de los "pájaros asesinos". Esto lleva a Dino Boy y a Ugh a no discutir más sobre quién tiene la mejor arma.
17. Los Guerreros Lanceros (The Spear Warriors):  Cuando Dino Boy evita que un Guerrero "Lanzero" cometa una matanza, el frustrado guerrero llama a su grupo para rodear y capturar a nuestro héroe y a su amigo Ugh, quien es luego forzado a luchar en el campo de combate contra el más grande campeón de los guerreros, Baltar. Si gana Baltar, Dino Boy y Ugh serán asesinados, y si gana Ugh, él y Dino Boy serán esclavos. La batalla comienza con Ugh y Baltar, ambos montados sobre triceratops individuales, cargando uno contra el otro. Al principio, Baltar tiene la ventaja, pero eso cambia rápidamente, cuando Dino Boy logra darle un mazo a Ugh, que le permite golpear y solucionar las cosas a su manera. Finalmente, después de causar que el mal perdedor se caiga por un acantilado y en el río, nuestros héroes hacen una escapada de última hora entre la maleza.
18. Los hombres gusano (The Worm People):  Mientras jugaba con Bronto en el bosque, Dino Boy es capturado por un pterodáctilo. Después de que es atacado por otro pterodáctilo, Dino Boy cae en el pantano del horror, donde es capturado por los temibles hombres gusano y luego es encarcelado en un hoyo de escarabajos gigantes. Ugh es capaz de localizar y rescatar al joven antes de que sea demasiado tarde.

## Créditos de producción
- Producción y dirección: William Hanna y Joseph Barbera
- Supervisor de Producción: Howard Hanson.
- Animación: Charles A. Nichols, Jerry Hathcock, George Nicholas, Allen Wilyback, D. E. Callahan, Ken Southworth, Mike Webster, Bill Hutter, Ed Parks, Ed Barge, Rudy Cataldi, George Rowley, Bob Carr, Hicks Lokey, John Spacey.
- Director musical: Ted Nichols.
- Compositor musical: Hoyt Curtin
- Cámara: Frank Packer, Frank Parrish, John Pratt, Roy Wade, Charles Hikal, Bill Kotler, Roger Sims, Dick Blundell.
- Edición visual: Warner Leighton, Larry Cowan, Milton Krear, Tony Milch, Don Douglas.
- Creación de historia y diseño de personajes: Alex Toth.
- Directores de trama y Escritores: Lew Marshall, Paul Sommer, Bill Perez, Walter Black, Bill Hamilton.

## Similitudes
En varios aspectos, este dibujo animado era similar a la película de los años 60: ¡Dinosaurus!, que trata también de un chico que se hace amigo de un cavernícola y un brontosaurio.